# Isaiah McDuffie
Stevenson Isaiah McDuffie (Búfalo, Nueva York, 21 de julio de 1999) más conocido como Isaiah McDuffie, es un jugador profesional estadounidense de fútbol americano que se desempeña en la posición de linebacker en Green Bay Packers, equipo de la National Football League (NFL).

## Carrera
Fue seleccionado en la sexta ronda en la Reunión Anual de Selección de Jugadores de la NFL de 2021. Hizo su debut profesional con el equipo Green Bay Packers, donde lleva jugando tres temporadas.